# Onésime et le Nourrisson de la nourrice indigne
Pour plus de détails, voir Fiche technique et Distribution.
Onésime et le Nourrisson de la nourrice indigne est un film muet français réalisé par Jean Durand et sorti en 1912.

## Synopsis
Une nourrice abandonne son enfant au pied d'Onésime qui cherche à s'en débarrasser. Il veut le refiler à un aveugle, il le jette dans le canal, il tente de le laisser dans le placard d'un restaurant mais à chaque fois il est rattrapé. Il décide donc de l'enfermer dans une boîte et le confie à deux agents. Un an et un jour plus tard, Onésime se marie et au milieu des festivités la police remet à Onésime l'enfant qui n'a pas été réclamé, semant le désarroi parmi les invités, sa femme et la belle famille.

## Fiche technique
- Autres titres : Onésime et la nourrice, Onésime et l'enfant perdu
- Réalisation : Jean Durand
- Opérateur : Paul Castanet
- Production : Gaumont
- Format : muet - noir et blanc - 1,33:1 - 35 mm
- Genre : Comédie
- Édition : CCL
- Métrage : 154m pour une durée sortie en DVD de 6 minutes 40
- Programmation : 3922, sorti le :
  -  France - 23 août 1912

## Distribution
- Ernest Bourbon : Onésime
- Berthe Dagmar : la mariée
- Gaston Modot : un invité à la noce (ne paraît pas dans la version DVD, mais sur des photos de promotion du film)
- Raymond Aimos : un invité à la noce qui renvoie Onésime
- Édouard Grisollet : le garçon du restaurant, un invité à la noce
- Jacques Beauvais : un client du restaurant, un invité à la noce
- Lucien Bataille : un invité à la noce, l'aveugle (sous réserves)